# 1+0
1+0 lub 1/0 itp. – w poligrafii odnosi się do sposobu zadrukowania arkusza i oznacza zadrukowanie jednym kolorem jednej strony, druga strona pozostaje niezadrukowana.
Analogiczne oznaczenia:
- 1+1 (1/1) oznacza jednokolorowy zadruk z obu stron (z zaznaczeniem, że nie musi to być ten sam kolor po obu stronach)
- 4+0 – jednostronny zadruk czterema kolorami. Zazwyczaj jest to zadruk pełnokolorowy (z użyciem farb procesowych CMYK), lecz może być to również nadruk czterema farbami spotowymi, niedającymi w efekcie druku pełnokolorowego.